# Hippuris tetraphylla
Hippuris tetraphylla — вид трав'янистих рослин родини подорожникові (Plantaginaceae), присутній у південних арктичних, субарктичних і помірних тихоокеанських та американських атлантичних регіонах Євразії й Північної Америки.

## Таксономічні примітки
Останнім часом (2009-2010) переглянутий великий матеріал з Північної Європи, Гренландії, Канади й Аляски приводить до таких висновків: 
1. H. lanceolata, H. tetraphylla, H. vulgaris є трьома окремими таксонами, які морфологічно не перекриваються у випадку добре розвинених рослин.
2. Діапазони поширення трьох видів в основному були неправильно зрозумілі.
3. Три види, H. lanceolata, H. tetraphylla, H. vulgaris, мають багато спільного і, ймовірно, тісно пов'язані між собою. Вони відрізняються формою листя, тичинками, вимогами до місця зростання і географічним діапазоном.

## Опис
H. tetraphylla регулярно має тільки (3)4(5) від оберненояйцеподібних  до оберненоланцетних, тупих листків у кожній колотівці. Тичинки як у H. lanceolata.

## Поширення
H. tetraphylla дуже роз'єднаний у південних арктичних та північних бореальних зонах, досягаючи зони помірного поясу на східному узбережжі Північної Америки й уздовж Тихого океану. Рослина обмежується солонуватими водами, в основному струмками і басейнами й солонуватими болотами.

## Галерея

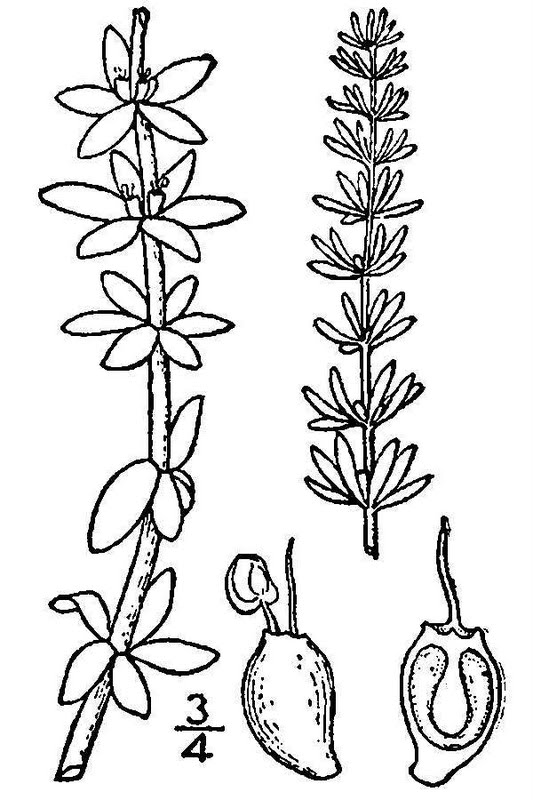